# William Frisby
William Frisby, detto Will (New York, 9 giugno 1981), è un ex cestista statunitense, professionista nella NBDL e in Europa.

## Palmarès
- Campione NBDL (2014)